# Hybos bilobatus
Hybos bilobatus är en tvåvingeart som beskrevs av Shi, Yang och Patrick Grootaert 2009. Hybos bilobatus ingår i släktet Hybos och familjen puckeldansflugor.
Artens utbredningsområde är Guangxi (Kina). Inga underarter finns listade i Catalogue of Life.